# Компрахциці
Компрахцице (пол. Komprachcice) — село в Польщі, у гміні Компрахциці Опольського повіту Опольського воєводства.
Населення — 2821 особа (2011).

## Демографія
Демографічна структура станом на 31 березня 2011 року:
|          | Загалом | Допрацездатний вік | Працездатний вік | Постпрацездатний вік |
| -------- | ------- | ------------------ | ---------------- | -------------------- |
| Чоловіки | 1344    | 240                | 974              | 130                  |
| Жінки    | 1477    | 207                | 996              | 274                  |
| Разом    | 2821    | 447                | 1970             | 404                  |